# Stollen (gastronomia)
Il Christstollen, o Weihnachtsstollen o più semplicemente Stollen è un tipico dolce natalizio tedesco, di cui si ha notizia sin dal XIV secolo. Il dolce, originario dell'area di Dresda, viene realizzato con diverse variazioni in tutta la Germania. Si tratta di una pasta dolce lievitata, particolarmente ricca di burro e frutta secca e canditi, soprattutto mandorle, uva passa (uvetta di Corinto), cedro e arancio candito, spesso ricoperta di zucchero a velo.

## Storia
Sembra che questo dolce risalga al 1329, quando il vescovo di Naumburg indisse un concorso fra i pasticceri della zona, che già producevano dei pani dolci arricchiti con burro, zucchero, uvetta e cedro.
Il primo documento scritto menzionante il dolce, risale al 1474 ed è legato a una fattura dell'ospedale di San Bartolomeo di Dresda. All'epoca il dolce, che era prodotto nel periodo natalizio, era privo di burro perché l'avvento era un periodo di digiuno e non era permesso mangiare né burro né latte.
Ernesto di Sassonia scrisse una lettera al papa Nicolò V chiedendo una dispensa speciale per i pasticceri di Dresda, in modo che potessero aggiungere il burro all'impasto dello Stollen. La dispensa fu negata e per l'autorizzazione si dovette attendere fino al 1490 quando Innocenzo VIII la concesse con una lettera chiamata la "Lettera del burro". Nel 1530 appare per la prima volta la denominazione di "Christstollen", da allora la città e il dolce sono indissolubilmente legati.
Dal 2006 il Dresdner Christstollen beneficia del marchio IGP.

## Ingredienti
Nella ricetta originale si utilizzano farina, burro, uva passa o uvetta di corinto rinvenute nel rum, canditi, mandorle (dolci e amare), lievito, latte e scorza di limone grattugiata. Dopo la cottura, il dolce non viene consumato subito, ma dopo circa tre settimane.
In altre versioni vengono aggiunti, a seconda delle zone, marzapane, ricotta, vino rosso, mele, prugne o nocciole.
Un dolce assai simile viene realizzato nei Paesi Bassi: il Kerststol.